# Двадцать долларов США (банкнота)

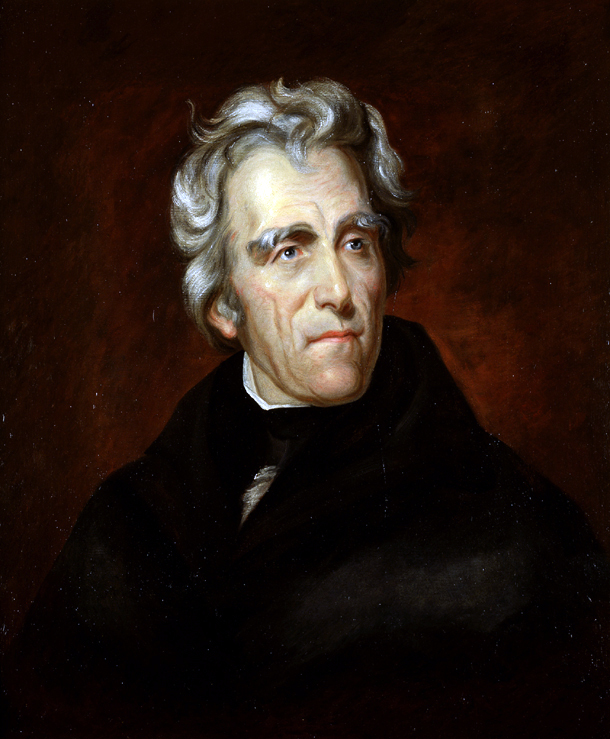
Портрет Джексона работы Томаса Салли, используемый на банкноте с 1928 года

Двадцать долларов США — банкнота США.
Выпускается Федеральной резервной системой США. На аверсе банкноты изображен 7-й президент США Эндрю Джексон, на реверсе — фасад Белого дома со стороны 16-й авеню. В настоящее время имеют хождение билеты серий 1996—2017 годов.
Средний срок службы банкноты составляет 25 месяцев, после чего она, как правило, становится слишком ветхой и уничтожается. 11 % всех банкнот США, отпечатанных в 2009 году, составили 20-долларовые банкноты.

## Внешний вид
Банкнота имеет размер 155,956 мм на 66,294 мм:
- На лицевой стороне банкноты изображен 7-й президент США ирландского происхождения Эндрю Джексон. Эндрю Джексон был одним из основателей Демократической партии.
- На оборотной стороне изображена официальная резиденция президента США Белый дом.

Варианты банкнот
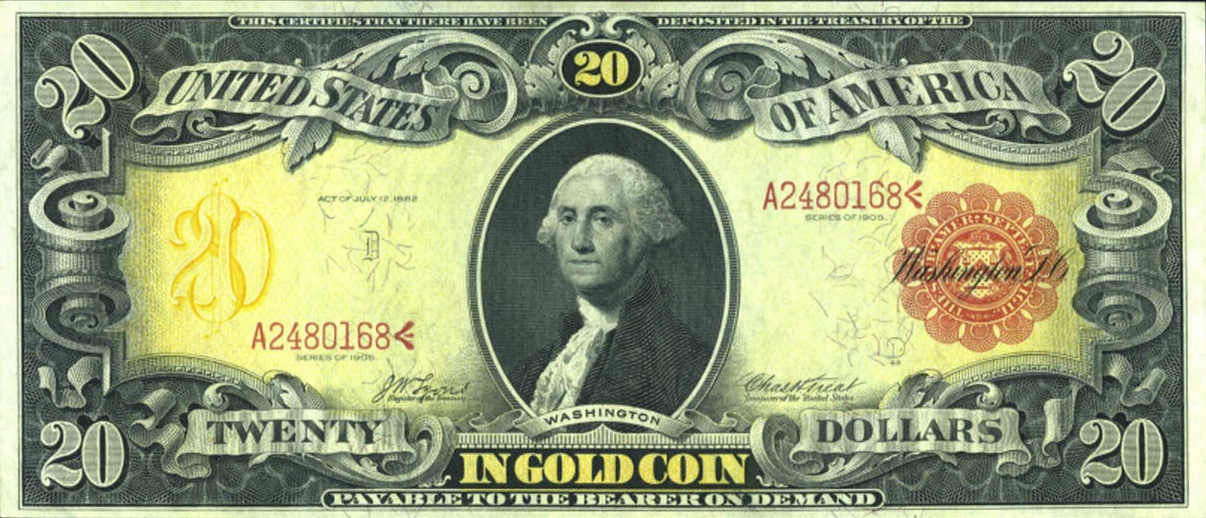
1905 год
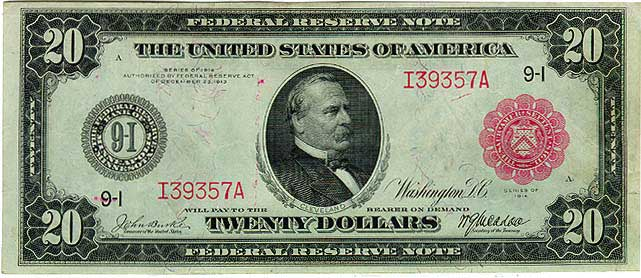
1914 год
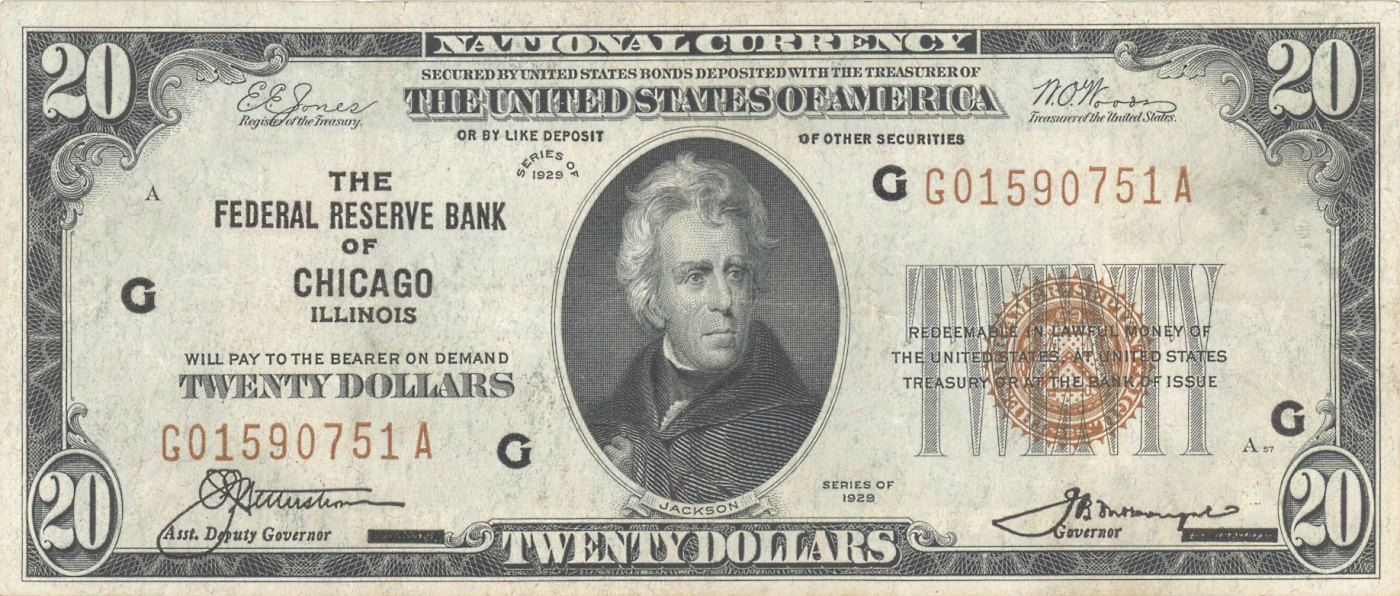
1929 год
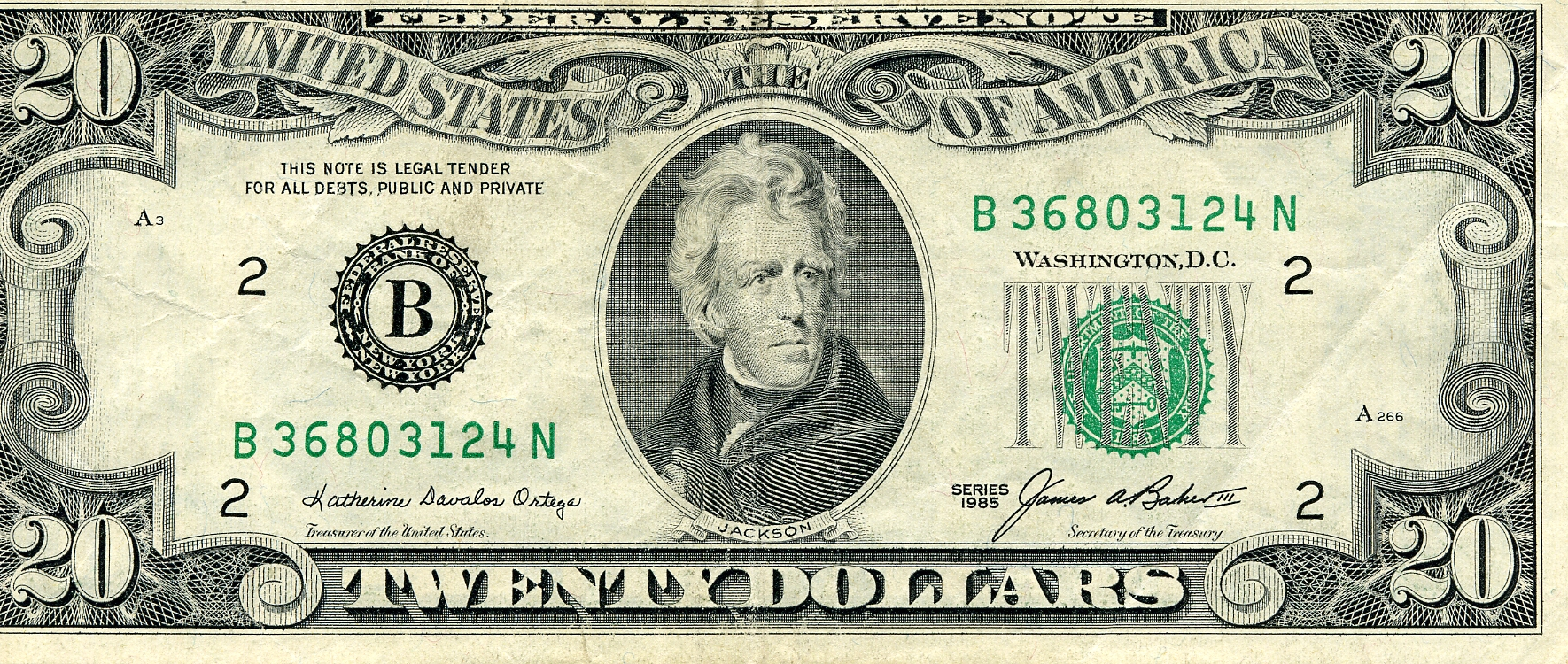
1985 год
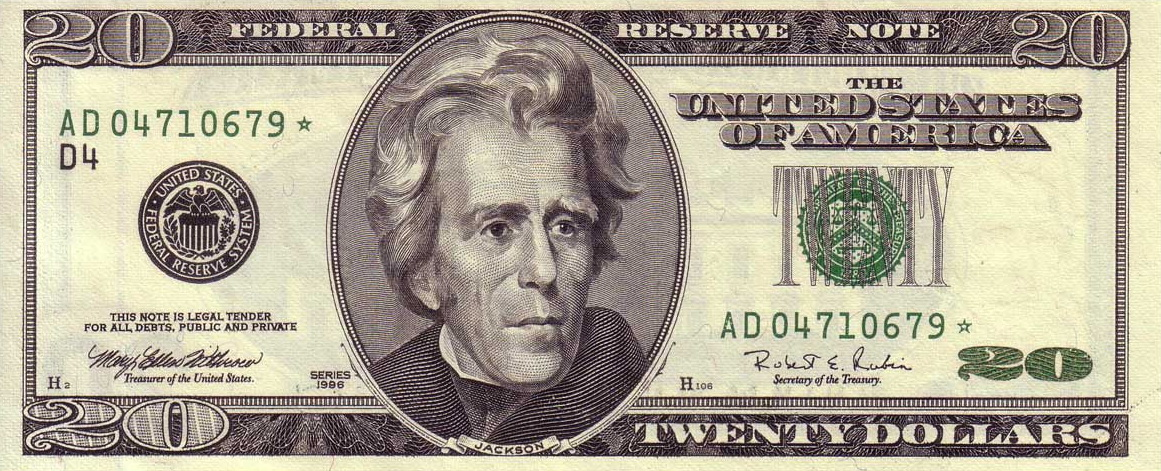
1996 год
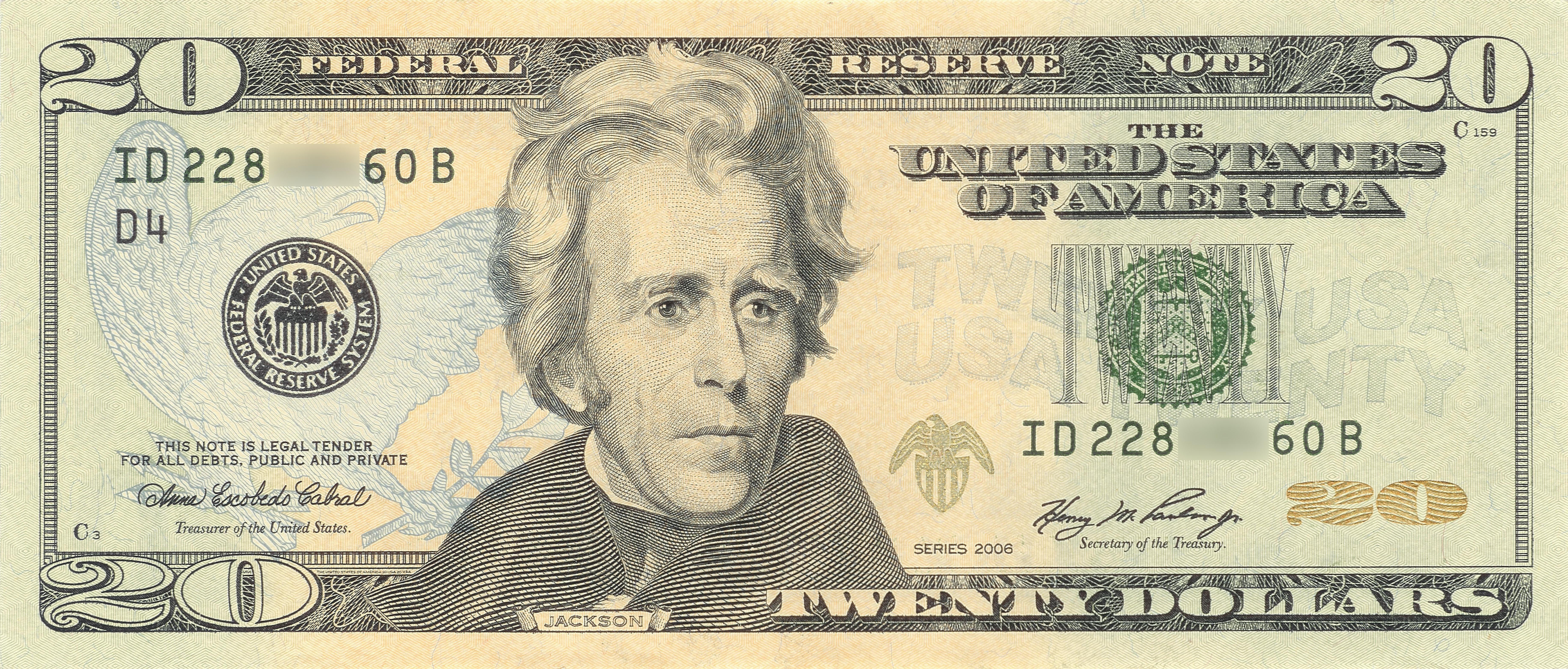
2006 год

## История

### До созданияФедеральной резервной системы
- 1861 — появление 20-долларовой банкноты. Это была Demand Note[англ.] с изображением богини Свободы, держащей щит и меч, на лицевой стороне и абстрактным зелёным фоном на оборотной.
- 1862 — первая полноценная 20-долларовая банкнота[англ.].
- 1863 — первый золотой сертификат номиналом 20 долларов в виде банкноты. На аверсе был изображён орёл, на реверсе — золотая монета в 20 долларов в окружении абстрактных узоров. Общий цвет реверса — оранжевый.
- 1865 — выпущены 20 долларов с изображением сражения при Лексингтоне и Покахонтас, выполненные в чёрно-зелёных тонах.
- 1869 — выпущены 20 долларов с изображением Александра Гамильтона и богини Виктории, держащей щит и меч, на лицевой стороне. Оборотная сторона зелёная.
- 1878 — первый серебряный сертификат номиналом 20 долларов в виде банкноты. На аверсе был изображён Стивен Декейтер, оборотная сторона чёрная.
- 1882 — новая вариация золотого сертификата с изображением Джеймса Гарфилда на лицевой стороне и орла на оборотной. Общий цвет реверса — оранжевый. В том же году обновлена банкнота: лицевая сторона осталась без изменений, а оборотная печатается в коричневом цвете.
- 1886 — новая вариация серебряного сертификата с изображением Дэниела Мэннинга на аверсе.
- 1890 — выпущены 20 долларов с изображением Джона Маршалла на лицевой стороне. Оборотная сторона в двух вариациях, обе представляют собой абстрактные узоры.
- 1902 — выпущены 20 долларов с изображением Хью Маккалоха на лицевой стороне.
- 1905 — новая вариация золотого сертификата с изображением Джорджа Вашингтона на лицевой стороне. Общий цвет реверса — оранжевый.

### После создания Федеральной резервной системы
- 1914 — выпущены крупноразмерные (Large-sized note) 20 долларов с изображением Гровера Кливленда на лицевой стороне, на оборотной стороне изображены локомотив и пароход.
- 1928 — выпущены 20 долларов стандартного размера с изображением Эндрю Джексон на лицевой стороне и Белого дома на оборотной. В таком виде, с небольшими изменениями, 20-долларовая банкнота печатается и до сих пор. Банкнота свободно конвертируется в серебро и золото.
- 1934 — в связи с отменой США золотого стандарта банкнота конвертируется только в серебро.
- 1942 — выпущены 20 долларов с крупной надписью «ГАВАЙИ» на обеих сторонах. Номера банкнот — коричневые. Предназначены для использования только на Гавайях, считаются недействительными в случае японского вторжения.
- 1948 — немного изменено изображение Белого дома в связи с тем, что он сам изменился за прошедшие десятилетия. Увеличен размер деревьев.
- 1950 — уменьшены в размерах и переоформлены номера банкнот.
- 1963 — надпись Redeemable in Lawful Money заменена на In God We Trust.
- 1969 — на 20-долларовой банкноте, как и на всех других банкнотах США, появилась новая печать Федеральной резервной системы.
- 1977 — изменено оформление серийных номеров.
- 1990 — усилена защита банкноты от подделки, в частности, появились микропечать вокруг портрета Эндрю Джексона и пластиковая полоска внутри бумаги.
- 1998 — дизайн банкноты: Белый дом нарисован другой стороной, портрет Эндрю Джексона заметно увеличен в размерах. Усилена защита банкноты от подделки, в частности, появились меняющие цвет краски, добавлены микропечатные элементы и водяные знаки.
- 2003 — дизайн банкноты: убраны овальные рамки вокруг изображений Белого дома и Джексона. Появилось Созвездие Евриона, не допускающее копирование банкноты. На банкнотах появились подписи Розарио Марин[англ.] и Джона Сноу.

## Эндрю Джексон на банкноте
Достоверного объяснения, почему в 1928 году портрет Гровера Кливленда был заменён на 20-долларовой банкноте на портрет Эндрю Джексона, нет. Сам факт появления Джексона на банкноте достаточно ироничен: известно, что Эндрю Джексон, будучи президентом, был противником Банка США, да и бумажных денег вообще.
В конце XX — в XXI веке некоторые историки и политологи высказывают недовольство изображением Джексона на банкноте в связи с тем, что он был известен своим крайне негативным отношением к коренным американцам. В частности, об этом говорил Говард Зинн в своей книге «Народная история США» и Рон Пол.